# Rote Grütze

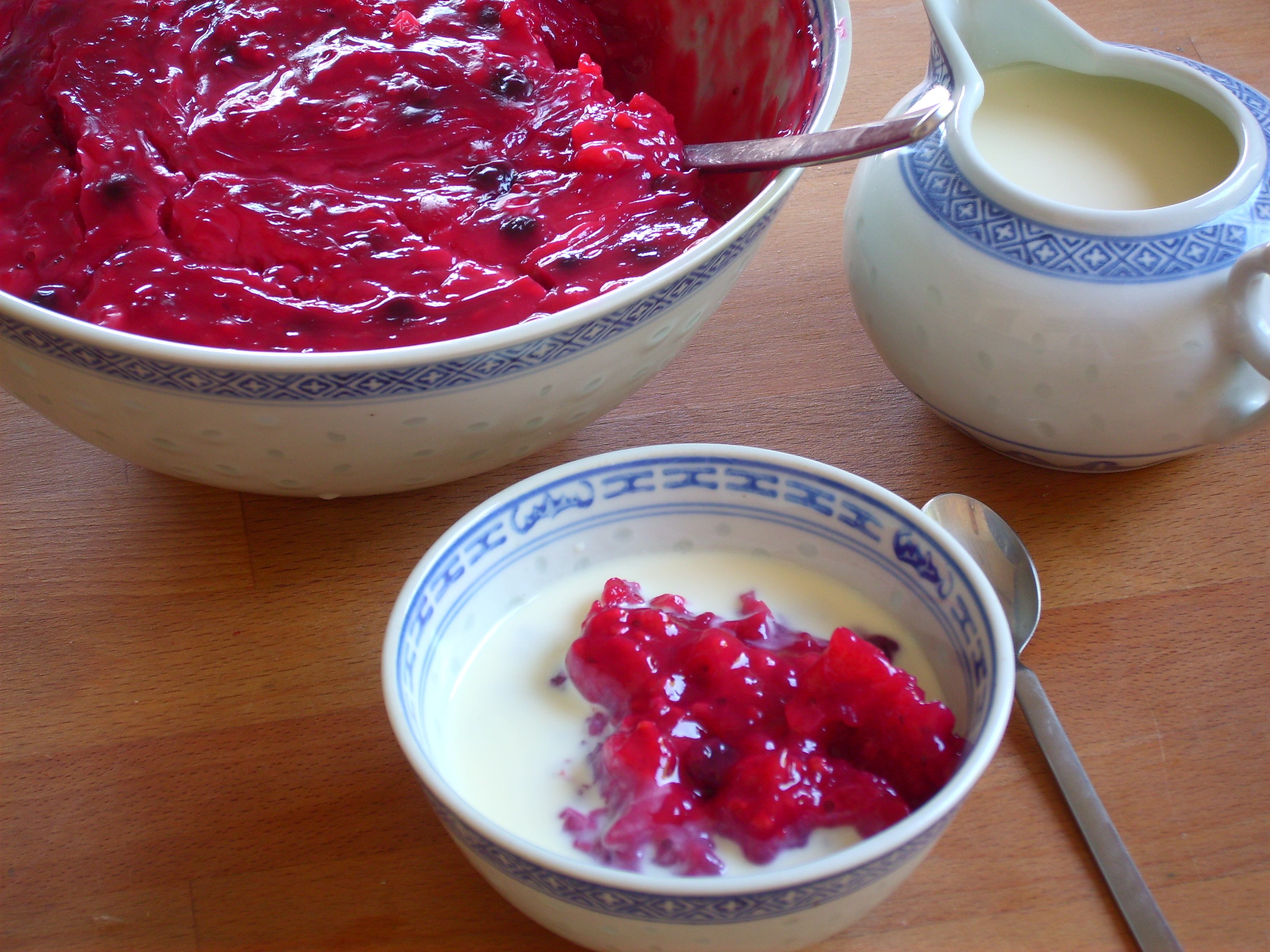
Rote Grütze con salsa de vainilla.

La rote Grütze (en danés: rødgrød med fløde) es una especialidad culinaria típica del norte de Alemania así como de Escandinavia. La palabra "Grütze" proviene del alto alemán gruzzi para denominar una pasta molida con textura en grumos y rote que indica el color rojo. El Grütze se compone de frutas de color rojo, el plato se considera como postre servido con un poco de leche o nata, a veces con salsa de vainilla e incluso con helado de vainilla (algo derretido).

## Servir
Este plato se ha preparado clásicamente con las siguientes frutas: cerezas ácidas (saure Kirschen), bayas de ambos colores rojas y negras y algunas frambuesas; no se incluyen tradicionalmente en este plato las fresas. Si no se es muy meticuloso se puede elaborar este plato con casi cualquier fruto de jardín que tenga este color rojo o violeta, siendo posible ser algo creativo en la receta.

## Variantes
Se suelen elaborar variantes de este plato que hacen referencia a otros colores como el verde Grüne Grütze y el amarillo Gelbe Grütze elaborado de melocotón, piña, plátano, etc.